# بهرام مرادی
‌بهرام مرادی‌ (زادهٔ ۴ مهر ۱۳۳۹) نویسنده ایرانی است که از سالِ ۱۹۸۸ در برلین، آلمان زندگی می‌کند. کانونِ مرکزی آثارِ او زندگی انسانِ ایرانی پس از انقلاب ۱۳۵۷ در ایران و مهاجرت است.

## زندگی‌
کودکی بهرام مرادی در بروجرد، شهری در غربِ مرکزی ایران، گذشت. اوایلِ دههٔ ۱۳۵۰ خورشیدی خانواده به مشهد مهاجرت کرد. او در نوجوانی فعالیتِ تئاتری خود را آغاز کرد. در هنگامهٔ انقلابِ ۱۳۵۷ به فعالیتِ سیاسی/ تشکیلاتی در یکی از سازمان‌های چپِ آن‌زمان پرداخت و هم‌چنان به بازیگری، نمایش‌نامه‌نویسی وکارگردانی صحنه‌ای و خیابانی ادامه داد. وی در سالِ ۱۳۶۴ از ایران خارج شد و در کنارِ به صحنه بردنِ نمایش‌نامه، آغاز به نوشتنِ داستان کوتاه کرد.

## درونمایه‌های آثار
در شکارِ لحظه‌ها اولین مجموعه‌داستان بهرام مرادی است که در سالِ ۱۹۹۳ میلادی به‌زبانِ فارسی در آلمان منتشر شد. صحنهٔ بیشترینهٔ داستان‌های این مجموعه در ایران می‌گذرد و به تأثیراتِ انقلاب در زندگی مردمانِ ساده و طبقاتِ فقیر و متوسطِ شهری می‌پردازد. تنها سه داستان از این کتاب به زیستِ مهاجرِ ایرانی و حاشیه‌های آن در آلمان می‌گذرد.
مجموعه‌داستانِ دومِ او یک بغل رُز برای اسبِ کَهر در سالِ ۲۰۰۰ به‌زبانِ فارسی در سوئد منتشر شد. بیشترینهٔ داستان‌های این کتاب به زندگی مهاجرینِ ایرانی در آلمان می‌پردازد.
دو کتابِ بعدی او خنده در خانهٔ تنهایی (نشرِ اختران/ ۱۳۸۱) و مردی آن‌ورِ خیابان، زیرِ درخت (نشرِ کاروان/ ۱۳۸۴) در تهران منتشر شد. داستان‌های این دو مجموعه‌داستان به زندگی مهاجرینِ ایرانی می‌پردازد چشم‌به‌راه تحولاتِ سیاسی در ایران و بازگشت هستند. این دو کتاب موردِ توجه منتقدین و خواننده‌ها قرار گرفت و کاندید و برندهٔ جوایزی در ایران شد.
پنجمین کتابِ بهرام مرادی، رُمانِ خودسَر، با موضوعی متفاوت نسبت به آثارِ پیشینِ او در سالِ ۲۰۱۹ در انگلیس منتشر شد. این رُمان به زندگی مردی می‌پردازد که پس از انقلابِ ۵۷ به باندهای اقتصادی حکومتِ جدید می‌پیوندد، ثروتی به‌هم می‌زند و سرانجام در جنگِ باندهای گوناگون ناچار می/ شود از ایران به آلمان برود؛ اما روابطش را با همکارانِ سابق حفظ می‌کند و برای آزادشدنِ اموالش در ایران نقشی کوچک در ترورِ رستورانِ میکونوس برلین بازی می‌کند و به خبرچینی از ایرانیانِ تبعیدی برای حکومتِ ایران روی می‌آورد.
سنگینی دیگران رُمانِ دومِ بهرام مرادی است که در سالِ ۲۰۲۱ منتشر شد. این رُمان زندگی مردی است که در سالِ ۱۳۶۰ خورشیدی، زمانی که تنها چهارده سال داشته، به‌جای برادرِ بزرگ‌ترش که فعالیتِ تشکیلاتی در یکی از سازمان‌های چپِ مخالفِ رژیم داشته دستگیر می‌شود به ده سال زندان محکوم می‌شود. این شخصیت با موضعی بی‌طرف راوی زندگی انسان‌هایی است که با شور و شوق در انقلاب شرکت کردند و بعدها توسطِ حکومتِ جدید دستگیر، محاکم، زندان و اعدام شدند.

## کتاب‌ها
- سنگینی دیگران رُمان/ نشرِ القصه/ آمریکا ۲۰۲۱
- خودسَر رُمان/ انتشاراتِ آمازون/ ۲۰۱۸ (چاپِ دوم: نشرِ مهری/ لندن ۲۰۱۹)
- مردی آن ورِ خیابان، زیرِ درخت، مجموعه داستان/ نشرِ کاروان/ تهران ۱۳۸۴ (چاپِ سوم: نشرِ مهری/ لندن ۲۰۱۹)
- خنده در خانه‌ی تنهایی مجموعه داستان/ نشرِ اختران/ تهران ۱۳۸۱(چاپِ دوم: نشرِ مهری/ لندن ۲۰۱۹)
- یک بغل رُز برای اسبِ کهر مجموعه داستان/ نشرِ باران/ استهکلم ۲۰۰۰
- در شکارِ لحظه‌ها مجموعه داستان/ انتشار: شخصی/ آلمان ۱۹۹۳

## جوایز
- بورسیه‌ی کاری یک ساله برای نویسندگان غیرِ آلمانی‌زبانِ ساکنِ برلین/ سنای فرهنگ برلین/ ۲۰۲۲
- «به‌ترین ده مجموعه‌داستانِ دهه» برای مجموعه‌داستانِ «خنده در خانه‌ی تنهایی»/ منتقدینِ مطبوعاتی/ ۱۳۹۲
- کاندیدِ نهایی جایزه‌ی «بنیادِ هوشنگ گلشیری» برای مجموعه‌داستانِ «مردی آن‌ورِ خیابان، زیرِ درخت»/ سالِ ۱۳۸۵
- برنده‌ی جایزه‌ی «بنیادِ هوشنگ گلشیری» برای مجموعه‌داستانِ «خنده در خانه‌ی تنهایی»/ سالِ ۱۳۸۲
- برنده‌ی جایزه‌ی «منتقدانِ مطبوعاتی» برای مجموعه‌داستانِ «خنده در خانه‌ی تنهایی»/ سالِ ۱۳۸۲